# Cotoneaster hissarica
Cotoneaster hissarica är en rosväxtart som beskrevs av Antonina Ivanovna Pojarkova. Cotoneaster hissarica ingår i släktet oxbär, och familjen rosväxter. Inga underarter finns listade i Catalogue of Life.